# 约翰·布兰克
约翰·布兰克（德語：Johann Blank，1904年4月17日—1983年3月15日），德国男子水球运动员，场上位置是守门员。他曾代表德国参加1928年夏季奥林匹克运动会水球比赛，获得一枚金牌。